# Fabrizio Pescatori
Fabrizio Pescatori (Venezia, 5 aprile 1973) è un ex nuotatore italiano.

## Carriera
Nato al Lido di Venezia, ha iniziato come stileliberista e delfinista in vasca nelle categorie giovanili arrivando alla nazionale di categoria e partecipando ai campionati italiani assoluti per poi passare al nuoto di fondo nel 1995 dopo che era entrato nella squadra del centro sportivo dei Carabinieri; nello stesso anno ha vinto il titolo italiano dei 10 km di fondo.
Saltato il 1996 per infortunio, è tornato l'anno dopo ed è stato convocato per gli europei di Siviglia in cui ha contribuito al successo nella classifica a punti della squadra italiana mista. Il suo più grande risultato lo ha ottenuto nel 1998 quando a Perth è diventato campione mondiale di nuoto di fondo vincendo la 25 km a squadre con Valeria Casprini e Claudio Gargaro.

## Palmarès
| Campionati mondiali  | 25 km individuali | 25 km a squadre                       |
| 1998 Perth Australia | 8º 5h 16'54"6     | Oro: 16h 10'18"2 frazione: 5h 16'54"6 |
| Campionati europei   | 25 km individuali | 25 km a squadre                       |
| 1997 Siviglia Spagna | 8º 5h 12'23"      | Oro: Team Event                       |

A questi risultati bisogna aggiungere la vittoria nel trofeo a squadre dell'Italia agli europei del 1997; la classifica a punti è stata: Italia 97, Germania 79,5 e Francia 71,5. VIttoria ottenuta anche grazie ai risultati di Fabrizio. Da ricordare inoltre il terzo posto in classifica generale di Coppa Europa nel 1998. Nel 2016 vince gli Europe Master (M40) nella 5 km open water a Rjeka (Croazia).
Campionati italiani
1 titolo individuale
- 1 nei 10 km di fondo

| Anno | Edizione |  | fondo 10 km/25 km |
| ---- | -------- |  | ----------------- |
| 1994 | Fondo    |  | 3                 |
| 1995 | Fondo    |  | 1                 |
| 1997 | Fondo    |  | 2                 |